# Cabinho
Evanivaldo Castro Silva (Salvador de Bahía, 28 de abril de 1949), más conocido como Cabo o Cabinho, es un exfutbolista y entrenador brasileño que se desempeñó como delantero; destaca como el máximo goleador histórico de la Primera División de México, con 312 anotaciones.
En sus inicios, formó parte de clubes brasileños como América de Rio Preto, Flamengo, Atlético Mineiro y Portuguesa, y destacó en este último al coronarse campeón del Campeonato Paulista de 1973. Posteriormente, llegó a México para vivir su mejor etapa con el Club Universidad Nacional, mismo donde se consagraría campeón de la Primera División, de la Copa México y del Campeón de Campeones, además de convertirse en el máximo goleador histórico del equipo con 166 goles en 209 partidos. Mismo caso tuvo en el Atlante, pues se convirtió en su máximo goleador tras anotar 108 goles en 134 partidos. Pasaría sus últimos años de carrera entre el León y Tigres de México y el Paysandú brasileño.
Es el jugador que más veces ha conquistado el campeonato de goleo del fútbol mexicano con un total de ocho títulos, así como el que más veces ha sido nombrado el mejor delantero de la Primera División (ocho). Del mismo modo, es, junto a Fabián Estay y Cuauhtémoc Blanco, el jugador con más premios del Balón de Oro al mejor jugador de la temporada, cada uno con tres distinciones. En 2011, fue inducido en el Salón de la Fama del Fútbol Internacional en su primera investidura.

## Biografía
Nacido en Salvador de Bahía, Brasil, el 28 de abril de 1948. Perdió muy joven a sus padres, por lo que quedó al cuidado de su tío, comandante de la policía militar. Al crecer entre cuarteles, tomó el gusto por la parafernalia militar y se vestía con ropa de camuflaje, de ahí su icónico apodo de "Cabinho".
Dio sus primeros pasos futbolísticos en el Bai Bola local, para luego pasar por las básicas del Botafogo da Bahia, el Palmeiras, el Clube de Regatas do Flamengo y el Atlético Mineiro. Sin embargo, su debut profesional fue en el América de Rio Preto en 1966. Su último partido por este club fue el 30 de junio de 1969, en el Campeonato Paulista, ante el Botafogo de Ribeirão Preto, donde marcó el segundo gol de la victoria por 2-1. Fue cedido por tres meses al Flamengo en julio del mismo año, por 30 mil cruzeiros novos. Un mes después, fue dispensado por los rojinegros tras ser presionado por el América a ficharlo en definitivo, y no haber demostrado las habilidades de los tiempos de América. También tuvo un breve paso con el Atlético Mineiro, en donde metió la pelota en la puerta dos veces en trece partidos.
En enero de 1970, fue fichado por 75 mil cruzeiros novos por el Goiás. En junio de ese año, fichó cedido por la Ferroviária de Araraquara para el Campeonato Paulista y fue el máximo goleador del equipo en el torneo con seis goles en 15 partidos. Sin embargo el equipo en donde se hizo reconocido en Brasil fue con la Portuguesa. En 1973, el conjunto llegó a la final del Campeonato Paulista, ante Santos, con el mismísimo Pelé al frente. Después de un cerrado empate a ceros, en el complemento Cabinho anotaba el gol que daba la victoria y evitaba el último título de Pelé con el Peixe. Sin embargo, de manera sorpresiva, era anulado por el árbitro Armando  Marques. El juego se alargó hasta los penales, en donde tres jugadores de la Lusa erraron y del Santos anotaban dos de tres. En ese momento el colegiado daba por finalizado el partido y declaraba campeón al equipo de Pelé, a pesar de que la Portuguesa todavía tenía opciones de empatar el encuentro. Después de una reunión de 13 minutos, las autoridades brasileñas tomaron una decisión inédita: los dos equipos eran nombrados campeones paulistas, con lo que Santos ganaba su décimo tercer título y la Portuguesa el tercero.
Su llegada a México se produjo el 19 de julio de 1974 para jugar con el Club Universidad Nacional, donde consiguió 16 goles en su primera temporada, siendo el que le marcó a Toluca el primero de las tres centenas que anotaría en el país. Ese mismo año, los Pumas alzaban la Copa México luego de vencer al América por 1-0 en el marcador, asimismo, Castro Silva se quedó con el título de goleo del torneo, con 15 tantos. Los Pumas también conquistaban el Campeón de Campeones, derrotando al Toluca por 1-0, el 27 de julio de 1975. En la 1976-77 alcanzaban la final de liga ante la Universidad de Guadalajara donde, tras un 0-0 en la ida y una vuelta con el juego a punto de irse al alargue, al minuto 85 Spencer Coelho daba un pase casi sin ver, para que el inmenso Evanivaldo le regalara su primer título a un equipo que había luchado con mucho para poder levantar la copa. Con los universitarios conquistó el título de goleo en 4 temporadas consecutivas de 1975 a 1979, compartiendo en esta última la distinción con Hugo Sánchez.
Tras su paso por los Pumas, donde permaneció hasta 1979, se marchó al Atlante, conjunto en el que siguió marcando diferencias y haciendo goles; siendo máximo goleador en tres ocasiones consecutivas, entre las temporadas de 1979 a 1982. Evanivaldo realizó varias temporadas memorables con los Potros de Hierro y se colocó como el máximo goleador de este equipo sumando 108 tantos en su cuenta personal. En la campaña 1981-82, tras liderar la liga regular, disputó con Atlante la final del campeonato ante los Tigres de la UANL, quienes finalmente fueron superiores y terminaron derrotándolos en el Estadio Azteca. Su siguiente destino sería el León, donde conquistaría su octavo y último campeonato de goleo en la 1984-85 con 23 goles. Del mismo modo, consiguió llegar a la semifinal contra la UNAM; donde a pesar de poner el 3-3 en la ida, no pudo hacerse presente en el partido de vuelta y terminaban cayendo 5-3 en el global. Así se despedía del León, disputando 76 partidos y marcando en 44 ocasiones. Se marchó al Paysandú de su país, de donde no se sabe gran cosa de lo que hizo. Para la 1986-87, con 39 años de edad, volvía por última vez a las canchas de México, esta vez con la número 9 de los Tigres de Nuevo León, en donde anotaría la misma cantidad de goles, en 33 encuentros. Tras el retiro, tuvo un breve paso como director técnico en el 2002 con Lobos de la BUAP, pero tras no encontrar regularidad, terminó cesado del cargo al final de la temporada.

### Clubes
Datos actualizados a fin de carrera deportiva.
Durante su estancia en el fútbol mexicano disputó un total de 452 partidos con 327 goles anotados, para un promedio de 0.72 goles por partido. Asimismo, no se tienen registros exactos de algunos lapsos de su carrera en Brasil, más en específico de su paso por Goiás y Paysandú.
| Club             | Temporada         | Liga              | Liga  | Liga  | Copa  | Copa  | Internacional | Internacional | Otros | Otros | Total | Total |
| Club             | Temporada         | Comp.             | Part. | Goles | Part. | Goles | Part.         | Goles         | Part. | Goles | Part. | Goles |
| ---------------- | ----------------- | ----------------- | ----- | ----- | ----- | ----- | ------------- | ------------- | ----- | ----- | ----- | ----- |
| América          | 1966              | SP                | –     | –     | –     | –     | –             | –             | 4     | 1     | 4     | 1     |
| América          | 1967              | SP                | 5     | 2     | –     | –     | –             | –             | –     | –     | 5     | 2     |
| América          | 1968              | SP                | 14    | 5     | –     | –     | –             | –             | –     | –     | 14    | 5     |
| América          | 1969              | SP                | 18    | 8     | –     | –     | –             | –             | 14    | 6     | 32    | 14    |
| América          | Total América     | Total América     | 37    | 15    | 0     | 0     | 0             | 0             | 18    | 7     | 55    | 22    |
| Flamengo         | 1969              | SP                | 6     | 1     | –     | –     | –             | –             | –     | –     | 6     | 1     |
| Goiás            | 1970              | SP                | 6     | 2     | –     | –     | –             | –             | –     | –     | 6     | 2     |
| Ferroviária      | 1970              | SP                | 15    | 6     | –     | –     | –             | –             | –     | –     | 15    | 6     |
| Atlético Mineiro | 1972              | SP                | 6     | 0     | –     | –     | –             | –             | 7     | 2     | 13    | 2     |
| Portuguesa       | 1971              | SP                | 18    | 11    | –     | –     | –             | –             | 12    | 7     | 30    | 18    |
| Portuguesa       | 1972              | SP                | 8     | 3     | –     | –     | –             | –             | –     | –     | 8     | 3     |
| Portuguesa       | 1973              | SP                | 14    | 6     | 4     | 2     | –             | –             | 10    | 6     | 28    | 14    |
| Portuguesa       | 1974              | SP                | –     | –     | –     | –     | –             | –             | 4     | 3     | 4     | 3     |
| Portuguesa       | Total Portuguesa  | Total Portuguesa  | 40    | 20    | 4     | 2     | 0             | 0             | 26    | 16    | 70    | 38    |
| Pumas UNAM       | 1974-75           | 1.ª               | 19    | 16    | 14    | 15    | –             | –             | –     | –     | 33    | 31    |
| Pumas UNAM       | 1975-76           | 1.ª               | 38    | 29    | –     | –     | –             | –             | 2     | 1     | 40    | 30    |
| Pumas UNAM       | 1976-77           | 1.ª               | 38    | 34    | –     | –     | –             | –             | 8     | 6     | 46    | 40    |
| Pumas UNAM       | 1977-78           | 1.ª               | 38    | 33    | –     | –     | –             | –             | 6     | 2     | 44    | 35    |
| Pumas UNAM       | 1978-79           | 1.ª               | 38    | 26    | –     | –     | –             | –             | 8     | 4     | 46    | 30    |
| Pumas UNAM       | Total Universidad | Total Universidad | 171   | 138   | 14    | 15    | 0             | 0             | 24    | 13    | 209   | 166   |
| Atlante          | 1979-80           | 1.ª               | 34    | 30    | –     | –     | –             | –             | 6     | 3     | 40    | 33    |
| Atlante          | 1980-81           | 1.ª               | 36    | 29    | –     | –     | –             | –             | –     | –     | 36    | 29    |
| Atlante          | 1981-82           | 1.ª               | 38    | 32    | –     | –     | –             | –             | 6     | 3     | 44    | 35    |
| Atlante          | 1982              | 1.ª               | 14    | 11    | –     | –     | –             | –             | –     | –     | 14    | 11    |
| Atlante          | Total Atlante     | Total Atlante     | 122   | 102   | 0     | 0     | 0             | 0             | 12    | 6     | 134   | 108   |
| León             | 1983-84           | 1.ª               | 36    | 18    | –     | –     | –             | –             | –     | –     | 36    | 18    |
| León             | 1984-85           | 1.ª               | 36    | 23    | –     | –     | –             | –             | 4     | 3     | 40    | 26    |
| León             | Total León        | Total León        | 72    | 41    | 0     | 0     | 0             | 0             | 4     | 3     | 76    | 44    |
| Tigres           | 1986-87           | 1.ª               | 33    | 9     | –     | –     | –             | –             | –     | –     | 33    | 9     |
| Total carrera    | Total carrera     | Total carrera     | 508   | 334   | 18    | 17    | 0             | 0             | 91    | 47    | 617   | 398   |

## Palmarés

### Campeonatos regionales
| Título              | Club       | Sede      | Año  |
| ------------------- | ---------- | --------- | ---- |
| Campeonato Paulista | Portuguesa | São Paulo | 1973 |
| Copa São Paulo      | Portuguesa | São Paulo | 1973 |

### Campeonatos nacionales
| Título                     | Club        | País   | Año     |
| -------------------------- | ----------- | ------ | ------- |
| Copa México                | Universidad | México | 1974-75 |
| Campeón de Campeones       | Universidad | México | 1974-75 |
| Primera División de México | Universidad | México | 1976-77 |

### Distinciones individuales
| Distinción                                                | Año                                                                    |
| --------------------------------------------------------- | ---------------------------------------------------------------------- |
| Goleador de la Copa México                                | 1974-75                                                                |
| Citlalli al Campeón de Goleo de la Primera División       | 1975-76, 1976-77, 1977-78, 1978-79, 1979-80, 1980-81, 1981-82, 1984-85 |
| Citlalli al Mejor Delantero de la Primera División        | 1975-76, 1976-77, 1977-78, 1978-79, 1979-80, 1980-81, 1981-82, 1984-85 |
| Citlalli al Mejor Jugador de la Primera División          | 1976-77, 1977-78, 1980-81                                              |
| Investido en el Salón de la Fama del Fútbol Internacional | 2011                                                                   |